# Transzpozíció (kriptográfia)
A transzpozíció a klasszikus kriptográfiában felcseréli az eredeti szöveg karaktereit (a dekripciónál az ellenkezőjét kell tenni). Azaz csupán a karakterek sorrendje cserélődik fel. Matematikailag a karakterek pozícióit egymásnak egyértelműen meg kell feleltetni a rejtjelezéshez, a megfejtéshez pedig ennek az ellenkezőjét.

## Lásd még
- Permutációs rejtjel
- Helyettesítő rejtjel